# Гезер Вотсон
Гезер Міріам Вотсон (англ. Heather Miriam Watson; 19 травня 1992) — британська тенісистка.

## Життєпис
Мама Гезер походить з Папуа Нової Гвінеї, батько — англієць з Манчестера. Гезер народилася на острові Гернсі, а в теніс розпочала грати в 7 років. З 12 років вона тренується в тенісній академії Ніка Боллеттьєрі у Флориді, США.
На юніорському рівні Вотсон була чемпіонкою США в одиночному розряді та фіналісткою Ролан-Гарросу в парному.
14 жовтня 2012 року Вотсон виграла свій перший турнір WTA в Осаці, Японія. Ця перемога знаменна тим, що впродовж 24 років жодній іншій британській тенісистці не вдавалося виграти жоден турнір туру.
Вотсон виграла Вімблдонський турнір 2016 у міксті разом із фіном Генрі Контіненом.

## Значні фінали

### Фінали турнірів Великого шолома

#### Мікст: 2 (1— 1)
| Результат | Рік  | Турнір    | Поверхня | Партнер        | Супротивники                     | Рахунок       |
| --------- | ---- | --------- | -------- | -------------- | -------------------------------- | ------------- |
| Перемога  | 2016 | Wimbledon | Трава    | Генрі Контінен | Роберт Фара Анна-Лена Гренефельд | 7–6(7–5), 6–4 |
| Поразка   | 2017 | Wimbledon | Трава    | Генрі Контінен | Джеймі Маррей Мартіна Хінгіс     | 4–6, 4–6      |

### Юніорські турніри Великого шолома

#### Одиночний розряд: 1 (1 титул)
| Результат | Рік  | Турнір  | Поверхня | Супротивниця | Рахунок  |
| --------- | ---- | ------- | -------- | ------------ | -------- |
| Перемога  | 2009 | US Open | Хард     | Яна Бучина   | 6–4, 6–1 |

#### Парний розряд: 1 (0— 1)
| Результат | Рік  | Турнір      | Поверхня | Партнерка   | Супротивниці                       | Рахунок          |
| --------- | ---- | ----------- | -------- | ----------- | ---------------------------------- | ---------------- |
| поразка   | 2009 | French Open | Ґрунт    | Тімеа Бабош | Елена Богдан Ноппаван Лертчивакарн | 6–3, 3–6, [8–10] |

## Виноски
1. ↑  Player Profile // WTA website